# Angelroda
Angelroda település Németországban, azon belül Türingiában. Lakosainak száma 378 fő (2017. december 31.).

## Népesség
A település népességének változása:

| 2010 | 401 |
| 2017 | 378 |